# Wróg ludu
Wróg ludu – termin używany w praktyce działania reżimów rewolucyjnych (np. rewolucja francuska, rewolucja październikowa) na określenie przeciwników politycznych. Używany pierwotnie jako zwrot retoryczny, a następnie termin propagandowy, stawał się niekiedy pojęciem prawnym przez ujęcie w przepisach prawa (np. prawa karnego).
Poprzez zastosowanie tego określenia przeciwnik polityczny aktualnej rewolucyjnej władzy stawał się wrogiem, przy czym zagrożona miała być nie tylko sama władza, ale cały lud. Władza rewolucyjna uzurpowała dla siebie prawo obrony ludu przed jego wrogami, zazwyczaj poprzez stosowanie nadzwyczajnych i surowych środków. W ten sposób osoba okrzyknięta wrogiem ludu mogła stać się celem represji ze strony rewolucyjnego państwa, stosowanej prewencyjnie dla zapobieżenia potencjalnym wrogim aktom.

## Rewolucja francuska

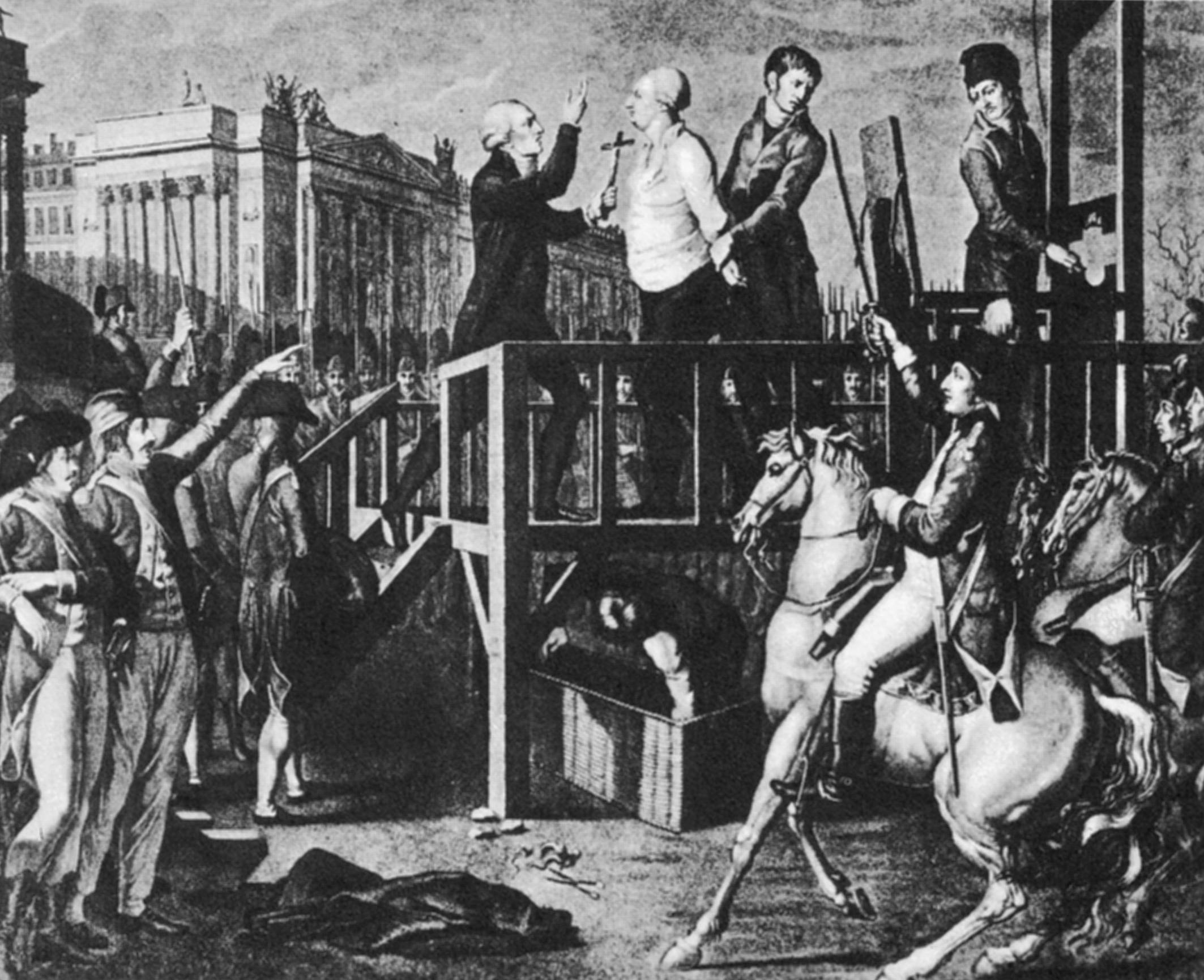
Egzekucja wroga ludu (Ludwika XVI)

W nowożytnej Europie termin wróg ludu zaczął być stosowany w okresie wielkiej rewolucji francuskiej, początkowo wobec jej przeciwników (arystokratom, duchownym itd.), później zaś wobec każdego, kto występował przeciw rewolucyjnej władzy. Pozwalał on na wyjęcie spod prawa osób tak określonych. Uzasadniał również represje pozasądowe (np. rozstrzeliwanie wrogów ludu w Wandei, która pozostała wierna królowi).
Określenia wróg ludu użył Louis de Saint-Just w swej mowie oskarżycielskiej w procesie rewolucyjnym króla Ludwika XVI, zakończonym jego zgilotynowaniem 21 stycznia 1793 r. Wedle słów Saint-Justa:
Waszą jest więc rzeczą zadecydować, czy Ludwik jest wrogiem ludu francuskiego i czy jest mu obcy. Gdyby wasza większość rozgrzeszyła go, wyrok ten powinien by podlegać sankcji ludu. Jeżeli bowiem żaden obywatel nie może być przez akt suwerenny zmuszony do przebaczenia królowi, to tym bardziej suweren nie może być związany decyzją żadnej instytucji.
Wróg ludu stało się pojęciem prawnym na gruncie ustawy Konwentu z 10 czerwca 1794 r. (tzw. prawo 22 prairiala). Ustawa stwierdzała, że Trybunał Rewolucyjny został powołany, by karać wrogów ludu i wyliczała poszczególne ich kategorie. Do wrogów ludu zostali zaliczeni zwolennicy przywrócenia monarchii, a także ci, którzy:
- wspierają knowania wrogów Francji
- usiłują dyskredytować rewolucyjny rząd
- utrudniają aprowizację Paryża
- wywołują niezadowolenie mas
- rozsiewają fałszywe pogłoski itp.

Dla wszystkich wrogów ludu, zaliczonych do jednej z tych kategorii, prawo 22 prairiala przewidywało karę śmierci, w uproszczonym postępowaniu przed Trybunałem, bez sporządzania pisemnego wyroku i bez możliwości apelacji.

## Rewolucja bolszewicka

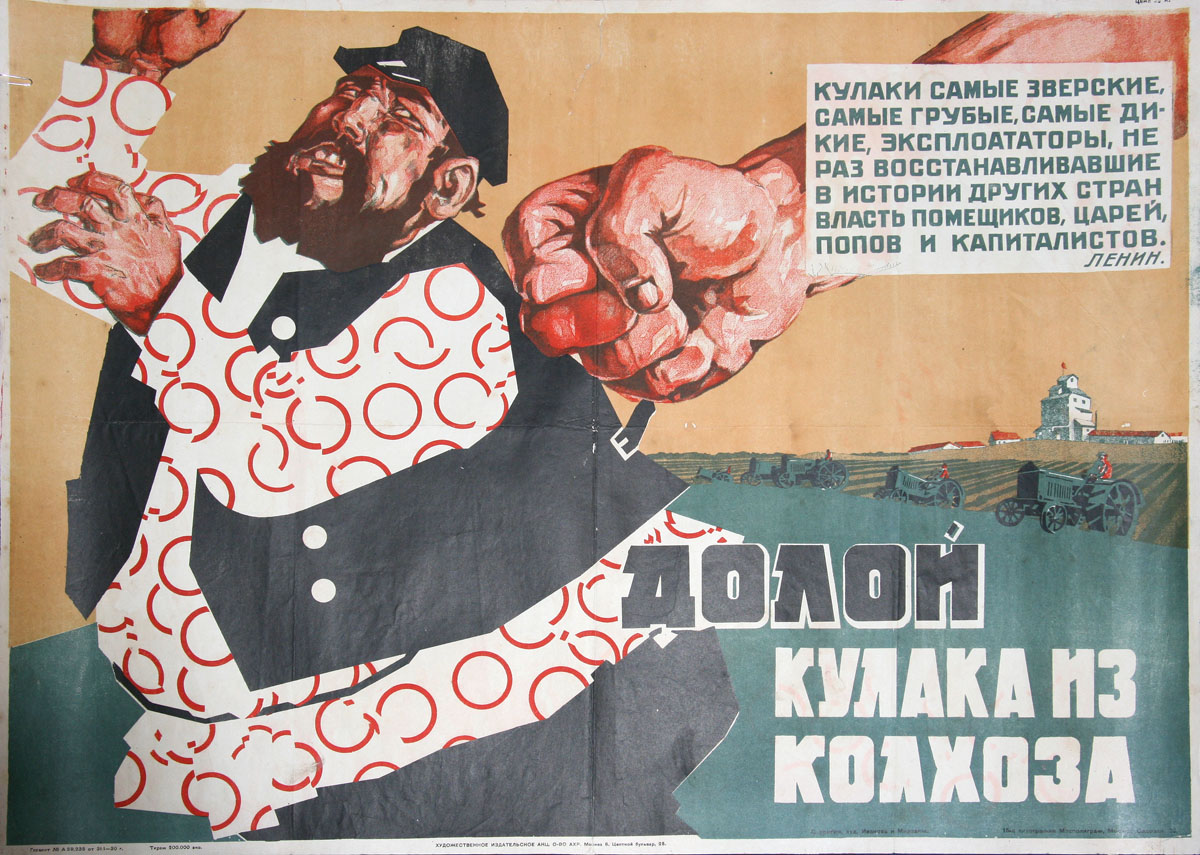
Wróg ludu - kułak

Po przejęciu przez bolszewików władzy w Rosji określenie „wróg ludu” (ros. Враг народа) było używane w propagandzie bolszewickiej jako pogardliwa i piętnująca zbiorcza nazwa dla wszystkich rzeczywistych lub potencjalnych przeciwników władzy sowieckiej. Poszczególne fale terroru komunistycznego rozszerzały zakres pojęcia wróg ludu na kolejne grupy społeczne.
I tak – za wrogów ludu propaganda komunistyczna uznawała kolejno: konstytucyjnych demokratów i eserowców, kułaków i podkułaczników, spekulantów i NEP-manów (drobni przedsiębiorcy w okresie NEP), osoby duchowne, inżynierów lub agronomów (procesy pokazowe o tzw. szkodnictwo), trockistów itp. W latach terroru stalinowskiego sama przynależność do grupy zaliczonej do wrogów ludu mogła pociągać za sobą represje karne: deportacja do obozu (GUŁAG) lub zesłanie administracyjne.
Do kategorii wrogów ludu zaliczano wszystkie osoby skazane z tzw. politycznych artykułów kodeksów karnych obowiązujących w ZSRR (art. 58 KK RFSRR).
W 1936 r. termin „wróg ludu” został użyty w Konstytucji ZSRR – zgodnie z art. 131 za wroga ludu uznawano tego, kto dopuszcza się zamachu na społeczną własność socjalistyczną, określoną w tym przepisie jako „święta i nienaruszalna”.

## Polska
Na ziemiach polskich terminem wróg ludu posługiwał się organizator powstania chłopskiego Franciszek Gorzkowski w 1797 roku w czasie przygotowywania chłopów podlaskich do walki. Do wrogów ludu nazywanych przez niego także wilczym rodem zaliczył między innymi: obszarników, kler i żołnierzy pańskiego rządu. Pojęcie to było również używane przez władzę ludową w okresie Polskiej Rzeczypospolitej Ludowej.